# El buner d'Ordino

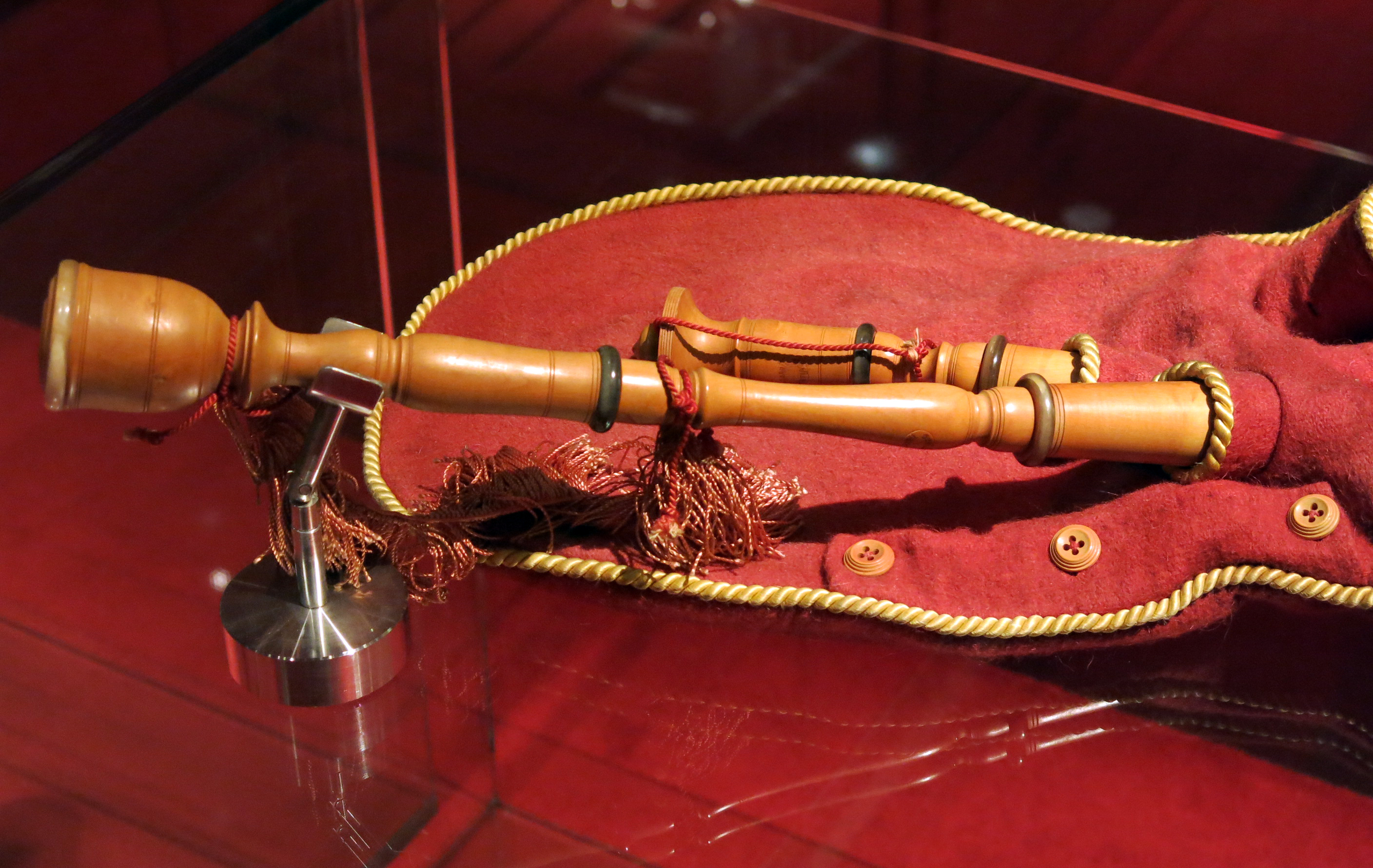
Buna o sac de gemecs al museu de la música de Barcelona

El buner d'Ordino és una llegenda popular andorrana sobre un buner que se salva dels llops enfilant-se dalt d'un arbre i fent sonar la buna o sac de gemecs.

## Llegenda
La llegenda explica que, un any, la gent de Canillo van decidir contractar el buner d'Ordino perquè amenitzés el ball de festa major. El buner, per no fer tard, havia sortit ben d'hora d'Ordino, però a l'hora del ball encara no havia arribat. Resulta que, a mig camí, es va trobar una bandada de llops a la zona del Coll d'Ordino. Espantat, va arrencar a córrer, però veient que els llops l'atraparien es va enfilar dalt d'un pi. Mentre pujava, la buna se li va quedar atrapada entre les branques, i quan el buner la va intentar alliberar, amb la pressió en va sortir un so tan aterridor que les bèsties van arrencar a córrer. Així, el buner va poder salvar-se i arribar sa i estalvi al poble.
Depenent de la versió de la llegenda, un grup de recerca troba l'endemà el buner, que havia seguit tocant la buna per mantenir els llops allunyats; o bé, arriba pel seu compte a Canillo tocant la buna durant tot el camí.

## Representacions
Al setembre de l'any 2002, el servei postal francès, La Poste, va editar un segell commemoratiu sobre aquesta llegenda. El 2012, la companyia de dansa L'Esbart de les Valls del Nord va realitzar un ball basat en la llegenda a l'Auditori Nacional d'Andorra.